# The Hellion/Electric Eyes

La chanson The Hellion/Electric Eye provient de l'album Screaming for Vengeance de Judas Priest sorti en 1982. Elle contient deux titres à la suite séparés sur l'album. The Hellion fait guise d'intro, immédiatement suivi par Electric Eye.

## Artistes
- Rob Halford : Chant
- K. K. Downing : Guitare
- Glenn Tipton : Guitare
- Ian Hill : Basse
- Dave Holland : Batterie